# 淡江大橋
淡江大橋（たんこうおおはし）は台湾新北市淡水区と八里区を隔てる台湾三大河川の淡水河河口部に建設予定の快速公路台61線（西部浜海快速公路）と淡海軽軌の鉄道道路併用橋。台湾では3例目の鉄道道路併用橋となる計画。
前後の連絡道路は既に着工済みであり、完成すれば『単主塔・非対称の斜張橋』としては支間長が世界最長となるとともに、関渡大橋（台15線）や淡水河橋（高速道路1号）、碧潭橋（フォルモサ高速公路）の混雑改善や淡水区北部のニュータウン「淡海新市鎮」の開発に弾みがつくものとされている。

## 沿革
1980年代に計画され、2010年4月2日に行政院が承認した実現可能性調査計画では、総事業費は約154億NT$、キロあたりの単価は12.17億NT$を見込んでいた。
全体で3工区からなり、台北港のベイエリア臨時大道上高架橋区間全長460メートルが第1工区、橋前後の接続区間が第2工区、両岸のアプローチ・スパン部を含む橋本体部分が第3工区に分類される。
2013年4月25日から6月19日にかけて行政院環境保護署による環境アセスメント審査が通過。2014年1月15日に行政院で事業計画が承認された。
第1工区は2014年10月17日に起工し、2016年11月2日に完工、開通した。
第2工区は2016年1月9日の起工式典後、3月1日に着工。2021年7月2日、淡水区沙崙路のトンネル区間が開通、同年10月25日、台64線と接続する八里端の高架橋が開通。
橋本体を含む第3工区設計コンペは2015年9月に決定され、2016年から7度の入札不成立を繰り返したが、2018年11月に施工業者が決定し、11月28日に国内ゼネコンの工信工程公司が交通部公路総局と受注契約を締結。2019年3月14日に起工した。2024年末の開通を予定している。建設を巡っては主塔が「淡水八景」とも称される淡水河の夕陽（『淡水暮色』）を遮るのではないかと疑念されている。
事業費は全体で154億NT$、橋本体で124.9億NT$。2020年、台61線に正式編入された。

### 国際コンペ
交通部公路総局管轄で開催された国際コンペでは各コンソーシアムから数種類の案が提出された。主橋区間の建築設計競技結果は2015年8月12日に公表され、イラク出身でイギリスを拠点とする建築家のザハ・ハディッドによる斜張橋案が採用された。
1. 複主塔型斜張橋（亜新工程顧問+COWI（英語版）[20]）
2. 単主塔斜張橋（ザハ・ハディッド+中興工程顧問+レオンハルト・アンドラ（ドイツ語版）（構造建築家フリッツ・レオンハルトの事務所）[21]）
3. 鶴をモチーフとした複主塔斜張橋（パシフィックコンサルタンツ+台聯工程顧問+禹安工程[22]）
4. X字型複主塔斜張橋（AECOM+萬鼎工程+艾奕康工程顧問[23]）
5. 吊橋1（台湾世曦工程顧問+大日本コンサルタント[24]）
6. 吊橋2（オリエンタルコンサルタンツ+泰興工程顧問（ベクテル傘下）+平和エンジニアリング[25]）

## 構造
主に第3工区の橋本体部について述べる。支間長450メートルで全長920メートルの主橋と、両岸の高架橋式連絡道を合わせて総延長12,080メートル、A字型主塔の高さ約200メートル、あるいは211メートル、橋面の全幅は主塔部分で路面が上下線分離するため44-71メートル、車両の設計最高速度は90km/hで、中央部に淡海ライトレールの複線軌道の準備分として全幅約8メートルの余裕空間を確保し、ライトレールが建設されるまではバスレーンとして活用予定。上下各2車線の車道と機車（スクーター）、自転車、歩道レーンがそれぞれ独立して確保される。ライトレールは淡水区側での地平部分とのアプローチには日本のレインボーブリッジ部分における新交通ゆりかもめのようにループ線を採用する計画。船舶の往来部分では橋面高度20メートルを確保している。
表中のA.Sはアプローチ・スパンの略。
| 対象外          | 第1工区    | 第2工区    | 第3工区       | 第3工区       | 第3工区       | 第2工区                    | 対象外     |
| --------------- | ---------- | ---------- | ------------- | ------------- | ------------- | -------------------------- | ---------- |
| 台62線          | 台北港     | 台62甲線   | 淡江大橋      | 淡江大橋      | 淡江大橋      | 沙崙路                     | 沙崙路一段 |
| 開通済          | 2016年完工 | 2021年開通 | 2019年3月着工 | 2019年3月着工 | 2019年3月着工 | 2021年開通                 | 開通済み   |
| 高架橋          | 高架橋     | 高架橋     | 高架橋A.S     | 斜張橋        | 高架橋A.S     | 地上（トンネル約200m含む） |            |
| 7,600m          | 7,600m     | 7,600m     | 7,600m        | 920m          | 3,580m        | 3,580m                     | 3,580m     |
|                 | 460m       | 2,400m     | 約2,000m      | 約2,000m      | 約2,000m      | 1,165m                     |            |
| 事業区間12,080m |            |            |               |               |               |                            |            |